# Darrik James
Darrik James – kanadyjski zapaśnik walczący w stylu wolnym. Brązowy medalista mistrzostw panamerykańskich w 1988. Wicemistrz Wspólnoty Narodów w 1985 roku.